# نیکلاس میکلسن
نیکلاس میکلسن (انگلیسی: Nicholas Mickelson؛ زادهٔ ۲۴ ژوئیهٔ ۱۹۹۹) بازیکن فوتبال اهل نروژ است.
از باشگاه‌هایی که در آن بازی کرده‌است می‌توان به باشگاه فوتبال استرومسگودست اشاره کرد.
وی همچنین در تیم‌های ملی فوتبال زیر ۱۶ تا زیر ۲۱ سال نروژ و زیر ۲۳ سال و بزرگسالان تایلند بازی کرده‌است.